# مانابو هوری
مانابو هوری (انگلیسی: Manabu Horii؛ زادهٔ ۱۹ february ۱۹۷۲ (۵۳ سال)) سیاست‌مدار اهل ژاپن است.